# Grylloblattina djakonovi
Grylloblattina djakonovi är en insektsart som beskrevs av Bey-bienko 1951. Grylloblattina djakonovi ingår i släktet Grylloblattina och familjen Grylloblattidae.

## Underarter
Arten delas in i följande underarter:
- G. d. djakonovi
- G. d. kurentzovi